# 福斯 (上加龙省)
福斯（法語：Fos，法語發音：[fɔs]）是法国上加龙省的一个市镇，属于圣戈当区。

## 地理
福斯（42°52'24"N, 0°44'10"E）面积18.17 平方千米，位于法国奧克西塔尼大區上加龙省，该省份为法国西南部内陆省份，西南端与西班牙接壤，自此顺时针与上比利牛斯省、热尔省、塔恩-加龙省、塔恩省、奥德省和阿列日省接壤。
与福斯接壤的市镇（或旧市镇、城区）包括：包森、卡内汉、阿尔居德苏、阿尔洛、布茨、梅勒。

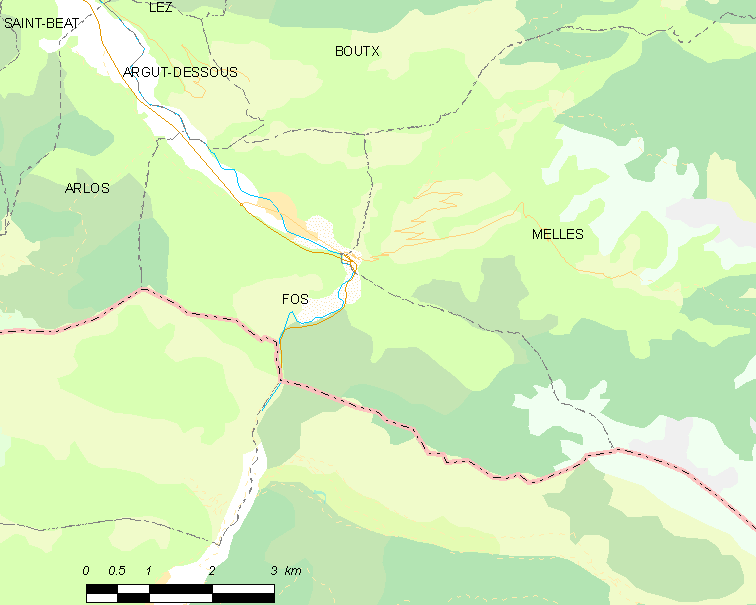
的OSM定位图

福斯的时区为UTC+01:00、UTC+02:00（夏令时）。

## 行政
福斯的邮政编码为31440，INSEE市镇编码为31190。

## 政治
福斯所属的省级选区为巴涅尔德吕雄县。

## 人口

1962-2008年间人口变化图示

福斯于2022年1月1日时的人口数量为241人。